# Homem da caverna do Veado Vermelho
O Homem da caverna do Veado Vermelho foi a mais recente população pré-histórica conhecida em que não se assemelham a humanos modernos. Os fósseis são datados entre 14.500 e 11.500 anos de idade foram encontrados na caverna do Veado Vermelho e na caverna Longlin na China. Tendo uma mistura de traços arcaicos e modernos, eles são provisoriamente considerados uma espécie separada dos seres humanos que se extinguiram sem contribuir para a genética dos humanos modernos. As evidências mostram que grandes veados também foram encontrados na caverna do Veado Vermelho, dando ao povo o seu nome.

## Descoberta

Mandíbulas

Em 1979, um crânio parcial de um morador da caverna foi encontrado na caverna Longlin na região de Guangxi Zhuang, China. Outros restos humanos foram escavados de Maludong (Caverna do Veado Vermelho) na província de Yunnan. Os fósseis dos moradores da caverna do Veado Vermelho foram datados entre 14.500 e 11.500 anos de idade, usando carvão encontrado nos depósitos dos fósseis. Durante o período, as pessoas da caverna do Veado Vermelho viveram com outras espécies de humanos pré-históricos, como os neandertais que se pensava que já estavam extintos. Os seres humanos da caverna do Veado Vermelho seriam, portanto, mais recente que o Homo floresiensis (apelidado de "Hobbits"), datado de 13.000 anos atrás.

## Anatomia
Apesar de sua idade relativamente recente, os fósseis apresentam características de seres humanos mais primitivos. Os moradores da caverna do Veado Vermelho tiveram as seguintes características distintivas que diferem dos humanos modernos: face plana, nariz largo, mandíbula saliente sem queixo, grandes molares, sobrancelhas proeminentes, os ossos do crânio grossos, e o tamanho moderado do cérebro.

## Estado como uma espécie separada
Embora as características físicas das pessoas da caverna do Veado Vermelho sugerem que eles podem ser uma espécie previamente descoberta de humano pré-histórico, os cientistas que as descobriram são relutantes em classificá-los como uma nova espécie. Christopher Stringer, do Museu de História Natural de Londres sugeriu que eles poderiam ser um resultado de acasalamentos entre denisovanos e os humanos modernos. Outros cientistas permanecem céticos, o que sugere que as características únicas estão dentro das variações esperadas para as populações humanas.
As tentativas de extrair DNA têm sido até agora sem sucesso, mas continuam. Só quando isso for feito, será possível determinar a relação entre este grupo e os outros seres humanos modernos.